# 7959 Alysecherri
7959 Alysecherri è un asteroide della fascia principale. Scoperto nel 1994, presenta un'orbita caratterizzata da un semiasse maggiore pari a 1,9427370 UA e da un'eccentricità di 0,0855718, inclinata di 19,26051° rispetto all'eclittica.
L'asteroide è dedicato alla moglie dello scopritore, Alyse Cherri Smith.